# Bon Air Development
Bon Air Development es una localidad de Trinidad y Tobago, que forma parte de la región de Tunapuna-Piarco.

## Geografía
La localidad abarca parte de la isla Trinidad y limita al norte con Arouca y D'Abadie, al sur con Arouca y Red Hill, al este con Red Hill y al oeste con Arouca.

## Demografía
Datos demográficos de la localidad de Bon Air Development:
| Gráfica de evolución demográfica de Bon Air Development entre 2000 y 2011 |
|                                                                           |